# Brick by Brick (Racoon)
Brick by Brick is een nummer van de Nederlandse band Racoon uit 2014. Het is de tweede single van hun zesde studioalbum All In Good Time.

## Achtergrond
"Brick by Brick" was in week 47 de 25e TopSong op NPO Radio 2 en in week 48 van 2014 de 1085e Megahit op NPO 3FM en werd een hit in Nederland. De single bereikte de 18e positie in de Nederlandse Top 40 op Radio 538, de 19e positie in de Mega Top 50 op NPO 3FM en de 32e positie in de Single Top 100.
In België werden beide Vlaamse hitlijsten niet bereikt.

## NPO Radio 2 Top 2000
| Nummer met noteringen in de NPO Radio 2 Top 2000 | '15  | '16  |
| ------------------------------------------------ | ---- | ---- |
| Brick by Brick                                   | 1061 | 1641 |

1. ↑  Een vetgedrukt getal geeft de hoogste notering aan.
2. ↑  2015 was het eerste jaar met een notering voor dit nummer.
3. ↑  Deze tabel is bijgewerkt tot en met de laatste editie (2024).